# ジョー・マーティン (サッカー選手)
ジョセフ・ジョン・マーティン（Joseph John Martin, 1988年11月29日 - ）は、イングランド・ロンドン・ダゲナム出身のサッカー選手。フットボールリーグ2・スティヴネイジFC所属。ポジションはディフェンダー(LSB)。

## 経歴
ウェストハム・ユナイテッドFCとトッテナム・ホットスパーFCのアカデミーに所属したが、両チームでトップチームデビューを果たすことは無かった。2008年にブラックプールFCでプロデビューを果たした。2009-10シーズンにブラックプールでプレミアリーグ昇格を経験したが、このシーズン限りで退団し、プレミアリーグの舞台に立つことは無かった。

## 人物
父はウェストハム・ユナイテッドFCなどで活躍し、イングランド代表として1986 FIFAワールドカップにも出場したアルヴィン・マーティン。兄は自身と同じくウェストハム・ユナイテッドFCやトッテナム・ホットスパーFCのアカデミーに所属した経験を持ち、現在はミルウォールFCでプレーしているデイビッド・マーティン。

## タイトル
- PFA年間ベストイレブン:2012-13(リーグ2)[1]